# Каргашинский сельсовет (Московская область)
Каргашинский сельсовет — упразднённая административно-территориальная единица, существовавшая на территории Московской губернии и Московской области до 1975 года.
Каргашинский сельсовет был образован в первые годы советской власти. По данным 1923 года он входил в состав Больше-Грызловской волости Каширского уезда Московской губернии.
24 марта 1924 года Больше-Грызловская волость была упразднена и Каргашинский с/с был передан в Липицкую волость Серпуховского уезда.
В 1926 году Каргашинский с/с включал село Каргашино и деревню Агарино.
В 1929 году Каргашинский с/с был отнесён к Серпуховскому району Серпуховского округа Московской области.
14 июня 1954 года к Каргашинскому с/с были присоединены Больше-Городнянский и Волоховский с/с.
1 февраля 1963 года Серпуховский район был упразднён и Каргашинский с/с вошёл в Ленинский сельский район. 11 января 1965 года Каргашинский с/с был возвращён в восстановленный Серпуховский район.
6 марта 1975 года Каргашинский с/с был упразднён. При этом селения Агарино, Волохово, Глебово, Калятино, Каргашино, Малое Грызлово, Новоселки, Пирогово, Трухачёво и Федотовка были переданы в Балковский с/с, а Большая Городня, Демшинка, Дубачино, Рогово и Средняя Городня — в Липицкий с/с.